# Ректор-стрит (Манхэттен)
Ре́ктор-стрит (англ. Rector Street) — односторонняя улица в Нижнем Манхэттене, Нью-Йорк. Ректор-стрит проходит от Тринити-Плейс до Вест-стрит. Своё современное название улица получила в честь пасторов (англ. rector) первой Церкви Троицы, возведённой в 1698 году. До 1790 года улица носила название Очмати-стрит (англ. Auchmuty Street) в честь преподобного Сэмюэла Очмати (англ. Rev. Samuel Auchmuty).
На Ректор-стрит расположено несколько высотных зданий, построенных в начале XX века:
| Название                                                                             | Адрес                                            | Высота, м | Этажность | Год постройки | Примечания          |
| ------------------------------------------------------------------------------------ | ------------------------------------------------ | --------- | --------- | ------------- | ------------------- |
| Юнайтед-Стейтс-Экспресс-Компани-Билдинг англ. United States Express Company Building | Ректор-стрит, 2 40°42′27″ с. ш. 74°00′47″ з. д.  | 104       | 26        | 1907          | [ 3 ] [ 4 ]         |
| Гринвич-Клаб-Резиденсес англ. Greenwich Club Residences                              | Ректор-стрит, 19 40°42′27″ с. ш. 74°00′47″ з. д. | 130-142   | 37        | 1930          | [ 5 ] [ 6 ]         |
| Фраш-Билдинг-Кондоминиумс англ. Frasch Building Condominiums                         | Ректор-стрит, 33 40°42′30″ с. ш. 74°00′54″ з. д. | 46        | 15        | 1921          | [ 7 ] [ 8 ]         |
| —                                                                                    | Ректор-стрит, 40 40°42′31″ с. ш. 74°00′53″ з. д. | 67        | 18        | 1920          | [ 9 ] [ 10 ] [ 11 ] |

Ближайшими к Ректор-стрит станциями метро являются Ректор-стрит (1), Ректор-стрит (N, R) и Уолл-стрит (4, 5).

## Галерея

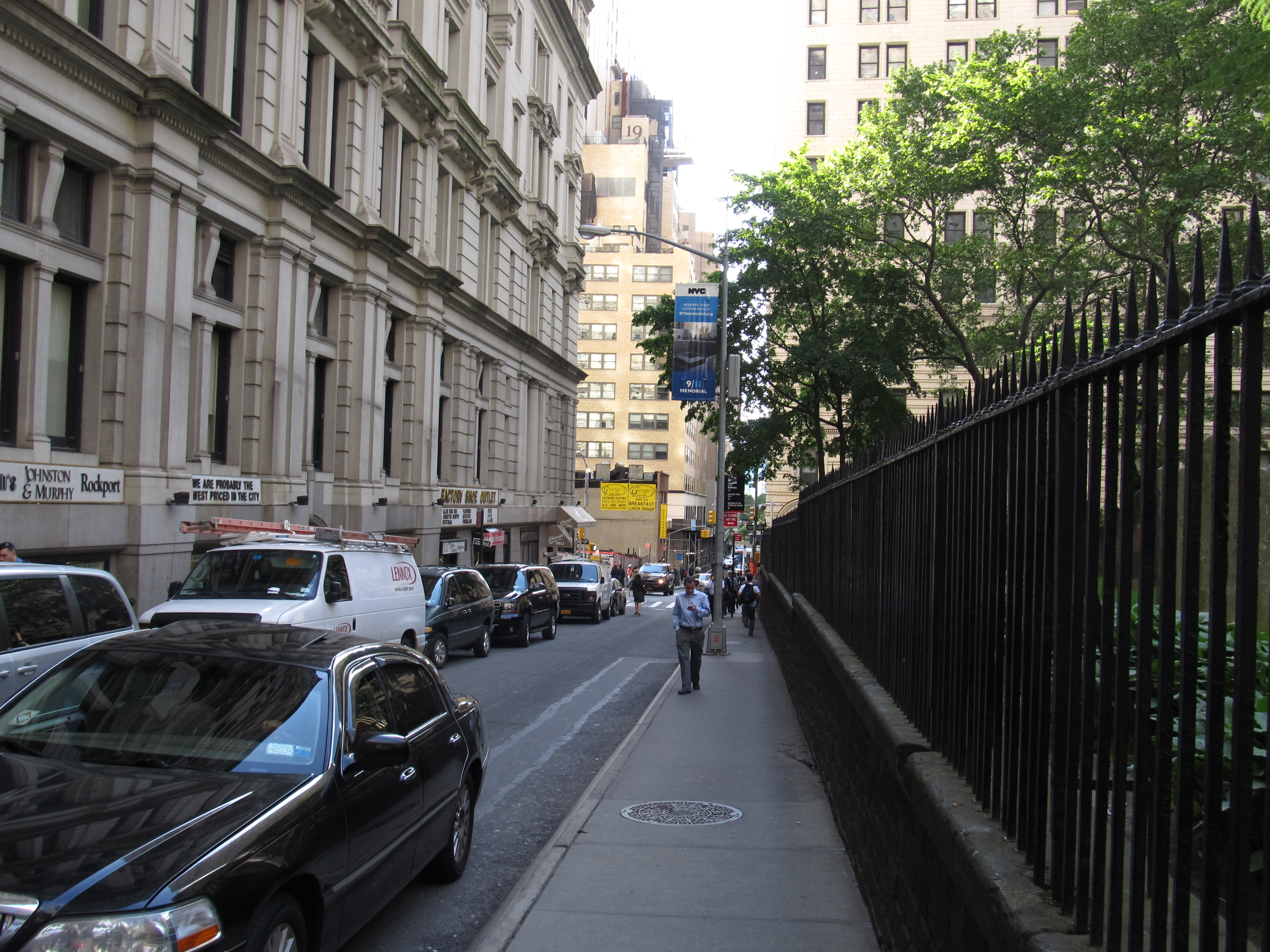
Вид в западном направлении около Церкви Троицы